# Schronisko Filipa
Schronisko Filipa – schronisko w rezerwacie przyrody Diable Skały. Rezerwat znajduje się w szczytowych partiach wzniesienia Bukowiec (530 m), we wsi Bukowiec, w województwie małopolskim, w powiecie nowosądeckim, w gminie Korzenna. Pod względem geograficznym jest to obszar Pogórza Rożnowskiego, będący częścią Pogórza Środkowobeskidzkiego.
Schronisko znajduje się w grupie skał o nazwie Dwie Skały. Otwór znajduje się pod okapem. Ma długość około 2 m i wysokość 0,7 m. Za okapem jest korytarz o wysokości około 0,6 m, który zaraz zwęża się do 1,5 m, potem rozszerza do 2,5 m i znów zwęża do 1,5 m. Ma długość około 3 m. Na jego końcu znajduje się zawalona gruzem szczelina.
Schronisko wytworzyło się w piaskowcu ciężkowickim. Jego dno w początkowej części korytarza zawalone jest grubą warstwą liści, a w końcowej części dużymi okruchami skalnymi i blokami. Roślin brak.
Schronisko zapewne znane było od dawna, ale w literaturze nie wzmiankowane. Zinwentaryzował go T. Mleczek 13 maja 1998 r. On też wykonał jego plan i opis.

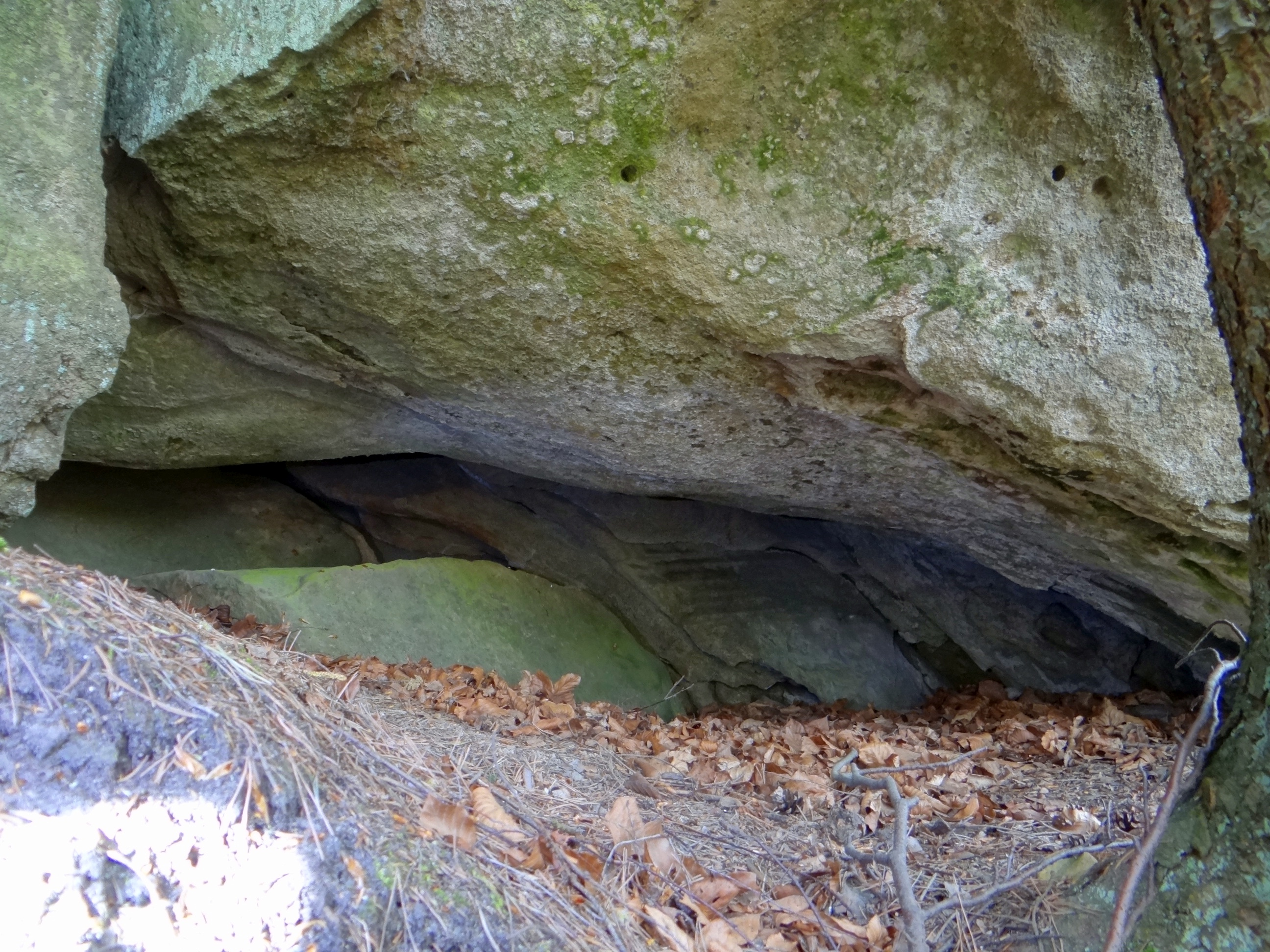
Otwór schroniska